# David Platt (Coronation Street)
David Daniel Platt, es un personaje ficticio de la serie de televisión británica Coronation Street, interpretado por el actor Jack P. Shepherd desde el 2000, hasta ahora. Anteriormente David fue interpretado por el actor Thomas Ormson del 26 de diciembre de 1990 hasta el 2000.